# سعید پیران
شیخ سعید پیران (متولد ۱۸۶۵ الازیغ- مرگ ۱۹۲۵ دیاربکر) یا شیخ سعید پالو از ایل پیران بود. شیخ نقشبندی و رهبر و شورشگر کرد بود. در سال ۱۹۲۵ در کردستان ترکیه شورش شیخ سعید آغاز شد.

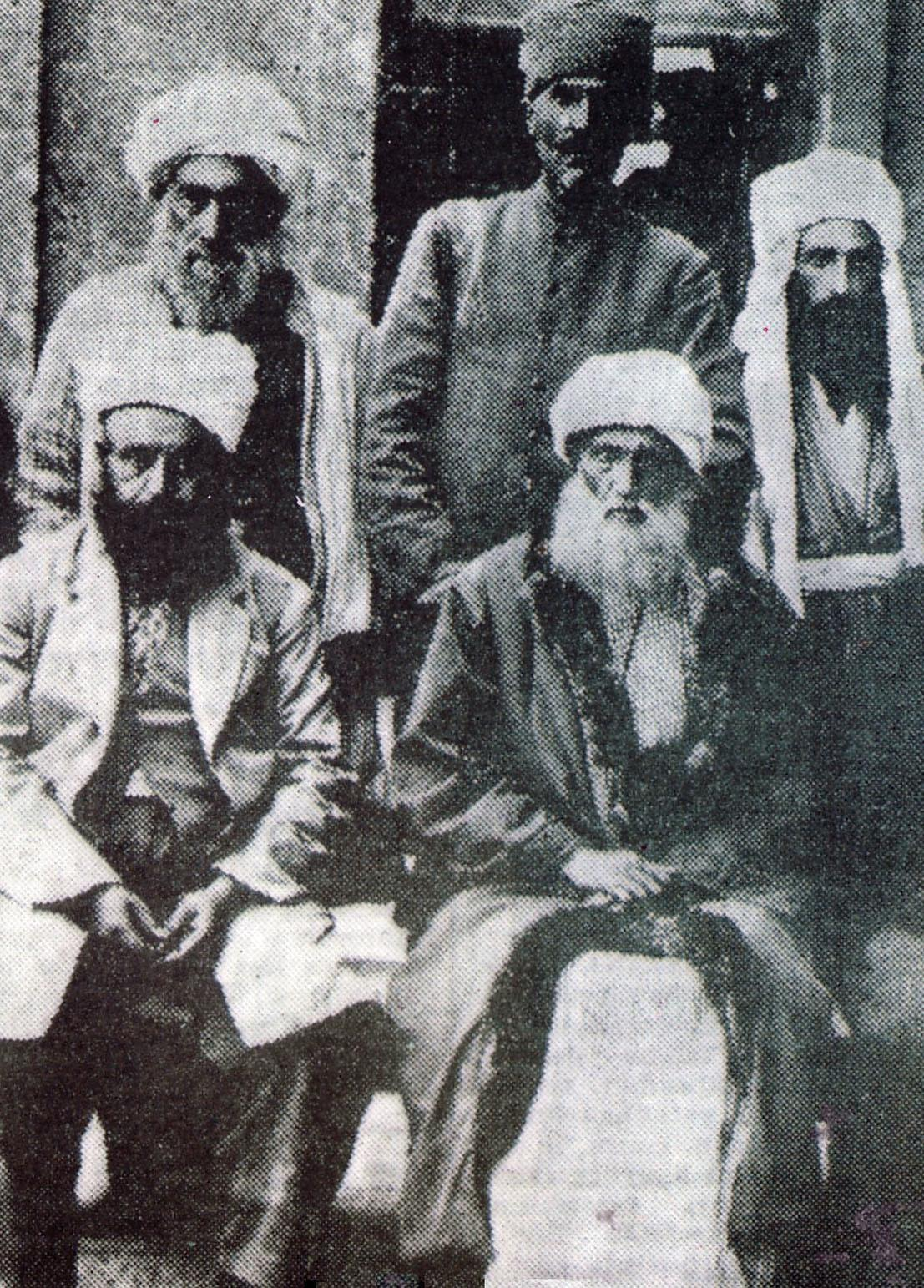
تصویر شیخ سعید پیران، نفر سمت راست (نشسته)

در برابر ظلم و اجحاف کمالیستها، شیخ سعید پیران در روز ۱۳ مارس ۱۹۲۵ قد علم کرد و دست رد به سینه این ستم و ویرانکاری‌ها زد. شهر بعد از شهرهای کردستان را از سلطه کمالیستها آزاد کرد و به شهر دیاربکر حمله کرد و به مدت دو ماه این شهر را تحت محاصره قرار داد. بعد از یک مقاومتی شدید و مدید که از طرف لشکر ترکیه ابراز شد معلوم شد که شهر دیاربکر سقوط شدنی نیست. بعد از این سران جنبش قرار داند که عقب‌نشینی بکنند و جنگندگان کرد موج به موج به سوی کردستان عراق و کردستان سوریه روانه شدند. رهبر این جنبش شیخ سعید و ۴۹ تن از هم‌قطارانش برای اینکه در معرض دیدگاه دشمن قرار نگیرند روزها خود را قایم می‌کردند و شبها به راه می‌افتادند. هدف از این عملیات جنگ پارتیزانی و غیرنظامی بود. عاقبت به خاطر یک خیانت که از طرف یک رئیس قبیله سر داد، شیخ سعید وهمقطارانش دستگیر شدند.
در روز ۱۰ می ۱۹۲۵ دستگیرشدگان به دادگاه مستقل شرق تحویل دادند. دستگیرشدگان به مدت ۵۰ روز در زندان به سر بردند و عاقبت در روز ۲۸ ژوئن شیخ سعید و ۴۸ تن از هم قطارانش به جرم خیانت به دولت و بازگشت به خلافت و ارتجاعی به اعدام محکوم شدند. ۲۸ نفر در همان روز اعدام شدند و بقیه محکومین همراه شیخ سعید روز بعد در ۲۹ ژوئن در شهر دیاربکر اعدام شدند.